# نوا ۱۶۰۳
سیارک ۱۶۰۳ (به انگلیسی: 1603 Neva، نامگذاری:1926VH) هزار و ششصد و سومین سیارک کشف شده‌است که در ۴ نوامبر ۱۹۲۶ و در رصدخانه سایمیز کشف شد.
قدر مطلق سیارک برابر ۱۰٫۹۰ است.